# Picrospora
Picrospora is een geslacht van vlinders van de familie Eriocottidae.

## Soorten
- P. achlyota (Meyrick, 1926)
- P. amalthea (Meyrick, 1937)
- P. anastrota Meyrick, 1912
- P. araea Meyrick, 1912
- P. coniographa (Meyrick, 1928)
- P. crocostacta (Meyrick, 1912)
- P. chrysochalca (Meyrick, 1926)
- P. frigens (Meyrick, 1921)
- P. furcifera (Meyrick, 1920)
- P. inops (Meyrick, 1921)
- P. invia (Meyrick, 1921)
- P. isometra (Meyrick, 1926)
- P. lithacopa Meyrick, 1920
- P. medicata (Meyrick, 1914)
- P. monoplecta (Meyrick, 1921)
- P. ochrophragma (Meyrick, 1920)
- P. oreotrephes Mey, 2011
- P. protocentra Meyrick, 1921
- P. purgata Meyrick, 1913
- P. secura (Meyrick, 1912)
- P. selmatarcha (Meyrick, 1921)